# Savage Grace
Pour plus de détails, voir Fiche technique et Distribution.
Savage Grace ou Délicate sauvagerie au Québec est un film dramatique franco-américano-espagnol réalisé par Tom Kalin, sorti le 25 janvier 2008.

## Synopsis
La relation complexe, incestueuse et meurtrière de Tony Baekeland (Eddie Redmayne) avec sa mère (Julianne Moore) depuis que le chef de famille, Brooks Baekeland (Stephen Dillane), héritier de l'inventeur de la bakélite, les a abandonnés...

## Fiche technique
- Titre original : Savage Grace
- Titre québécois : Délicate sauvagerie
- Réalisation : Tom Kalin (en)
- Scénario : Howard A. Rodman d'après Savage Grace de Natalie Robins et Steven M.L. Aronson
- Direction artistique : Víctor Molero
- Décors : Deborah Chambers
- Costumes : Gabriela Salaverri
- Photographie : Juan Miguel Azpiroz
- Montage : Enara Goikoetxea, Tom Kalin et John F. Lyons
- Musique : Fernando Velázquez
- Production : Pamela Koffler, Iker Monfort, Katie Roumel et Christine Vachon
- Société(s) de production : Celluloid Dreams, John Wells Productions, Killer Films et Montfort Producciones
- Société(s) de distribution :   IFC Films
- Budget : 4 600 000 $
- Pays d’origine :  France/ États-Unis/ Espagne
- Langue : anglais/français/espagnol
- Format : couleur (Technicolor) - 35 mm - 1.85:1
- Genre : drame
- Durée : 97 minutes
- Dates de sortie :
  - France : 18 mai 2007 (Un Certain regard)
  - Espagne : 25 janvier 2008
  - États-Unis : 28 mai 2008
  - Belgique : 15 octobre 2008

## Distribution

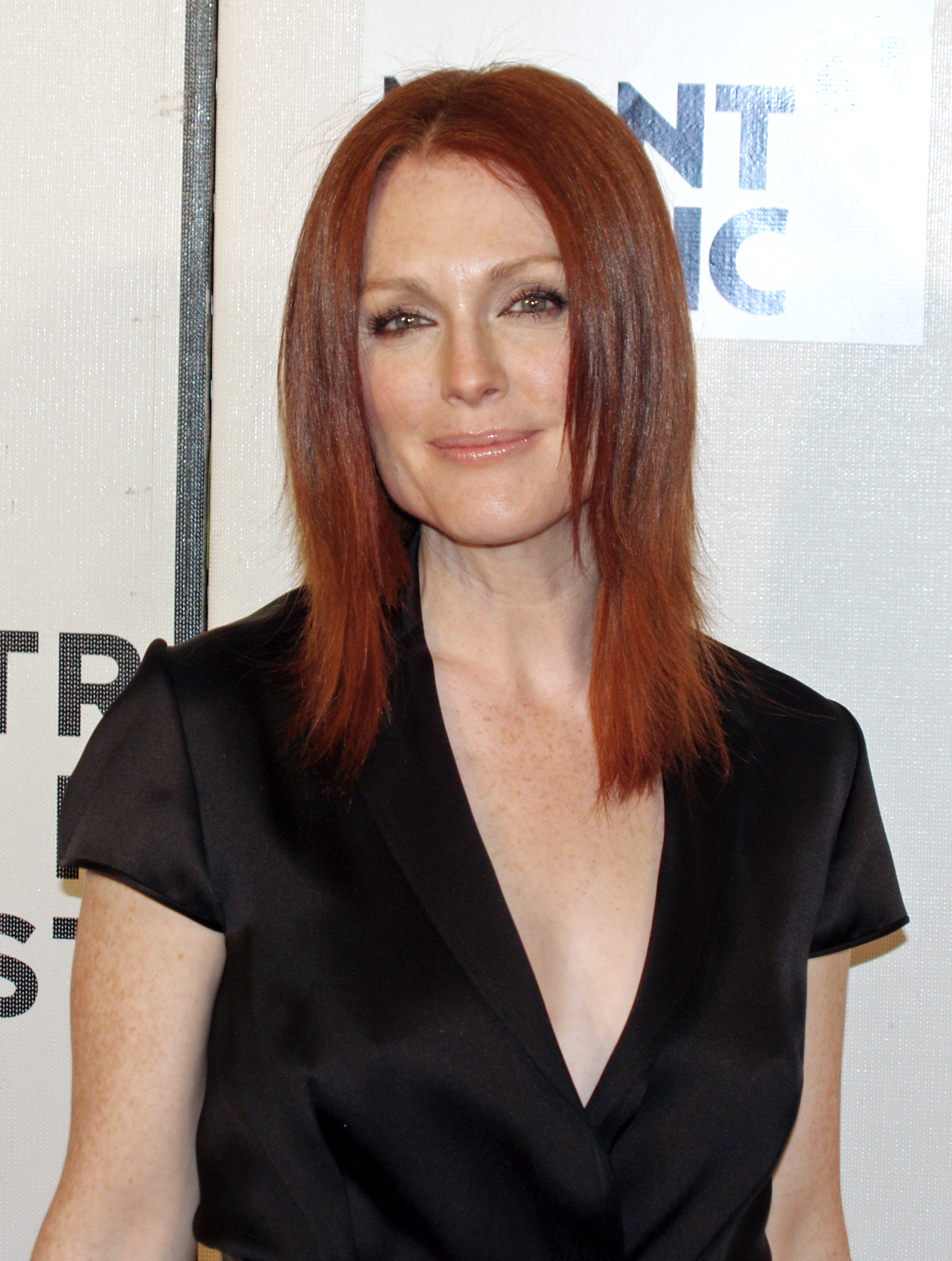
Julianne Moore, pour la première du film au Tribeca Film Festival 2008.

- Julianne Moore : Barbara Daly Baekeland
- Stephen Dillane : Brooks Baekeland
- Eddie Redmayne : Tony Baekeland
- Hugh Dancy : Sam Green
- Elena Anaya : Blanca
- Unax Ugalde : Jake
- Anne Reid : Nini Daly

## Distinctions

### Nominations
- Meilleur scénario aux Independent Spirit Awards (2008)

## Box-office
Produit à environ 4 600 000 $, ne rapporte que 1 432 799 $, essentiellement aux États-Unis, au Royaume-Uni et en Espagne . 
| Pays ou région     | Box-office  | Date d'arrêt du box-office | Nombre de semaines |
| ------------------ | ----------- | -------------------------- | ------------------ |
| États-Unis/ Canada | 1 432 799 $ | 21 août 2008               | 12                 |

## Analyse

### Génèse
Le film est tiré d'un roman, lui-même inspiré par un fait divers : le meurtre de Barbara Daly Baekeland, une mondaine américaine et ex-femme de Brooks Baekeland, le petit-fils de l'inventeur de la bakélite Leo Baekeland. Cette dernière a été assassinée par son fils Antony.

## Réception critique
Aux États-Unis, Savage Grace reçoit en majorité des critiques médiocres. L'agrégateur Rotten Tomatoes rapporte que seulement 37 % des 91 critiques ont donné un avis positif sur le film, avec une moyenne de 4,9/10 . L'agrégateur Metacritic donne une note de 51 sur 100 indiquant des « critiques positives et mitigées » .

## Procès
A la sortie du long-métrage, l'ancien amant de Barbara Daly Baekeland, Samuel Adams Green (joué par Dancy dans le film), a souligné que des éléments du film étaient mensongers, notamment le plan à trois entre Barbara, Antony et Sam,. Selon son témoignage, la relation mère-fils ne s'est jamais apparentée à de l'inceste : Baekeland aimait prétendre qu'elle avait couché avec Antony pour le guérir de son homosexualité, et ce uniquement dans le but de choquer les gens.[réf. souhaitée]
Green a par la suite intenté une action en justice contre le réalisateur du film. L'affaire n'était toujours pas résolue au moment de sa mort,.